# Antonio Sartorio
Antonio Sartorio (* um 1630 in Venedig; † 30. Dezember 1681 ebenda) war ein italienischer Komponist des Barock.

## Leben
Antonio Sartorio war der Bruder des Komponisten und Organisten Gasparo Sartorio (1625–1680) und des Architekten Girolamo Sartorio. Sein Wirkungskreis war hauptsächlich in Italien und in Hannover. Sartorio war in den 1660er und 1670er Jahren einer der führenden Opernkomponisten in seiner Heimatstadt Venedig. Zwischen 1665 und 1675 verbrachte er die Winter in Hannover, wo er den Posten des Kapellmeisters am Hofe von Herzog Johann Friedrich von Braunschweig-Lüneburg innehatte. Für die Sommermonate kehrte er jeweils nach Venedig zurück. 1676 wurde er Vizekapellmeister am Markusdom, sein Nachfolger war Giovanni Legrenzi. 1677 wurde die Oper Antonino e Pompeiano im Teatro S. Salvatore in Venedig uraufgeführt, sie galt lange Zeit als verschollen, bis Gloria Rose 1972 ein Manuskript der Oper in der Gottfried-Wilhelm-Leibniz-Bibliothek auffinden konnte.

## Werke (Auswahl)
- L’Adelaide (1672)
- Alcina (1674–1675)
- Anacreonte tiranno (1677)
- Antonio e Pompeiano (1677)
- Seleuko (1666)
- Elio Seiano (1667) (oder La prosperità d’Elio Seinano oder La caduta d’Elio Seiano)
- La Flora (1680, vervollständigt durch Marc’Antonio Ziani)
- Massenzio (1672)
- L’Orfeo, dramatisches Singspiel um 1673
- Giulio Cesare in Egitto (1676), eine lange vergessene Barockoper aus Venedig nach einem Libretto von Giacomo Francesco Bussani. Sie erzählt in dramatisch-leidenschaftlicher Art die Geschichte von Julius Cäsar und Kleopatra, hat aber mit deren Amme Rodisbe und ihren ersehnten Liebhabern und anderen Rollen auch Stilelemente der komischen Oper. Zum Happy End besingen die beiden Hauptpersonen Julius und Kleopatra ihre Liebe, und Kleopatra wird Königin von Ägypten. Das Werk wurde erst nach etwa 300 Jahren wieder auf die Bühne gebracht (2004 bei den Innsbrucker Festwochen unter Attilio Cremonesi) und im Jahr 2005 von Ö1 und von William Christie auf CD produziert.
- Op. 1: 23 Salmi a 8 voci a due chori ma accomodati all'uso della Serenissima Capella Ducale di San Marco (Venedig 1680)
- Ad tantum triumphum in Motetti Sagri à voce sola con instrumenti (1695)